# Итраконазол
Итраконазол — лекарственное средство, обладающее противогрибковым действием широкого спектра.

## Фармакологическое действие
Синтетическое противогрибковое средство широкого спектра действия. Производное триазола. Подавляет синтез эргостерола клеточной мембраны грибов. Активен в отношении дерматофитов (Trichophyton spp., Microsporum spp., Epidermophyton floccosum), дрожжевых грибов Candida spp. (включая Candida albicans, Candida glabrata, Candida krusei), плесневых грибов (Cryptococcus neoformans, Aspergillus spp., Histoplasma spp., Paracoccidioides braziliensis, Sporothrix schenckii, Fonsecaea spp., Cladosporium spp., Blastomyces dermatidis). Эффективность лечения оценивается через 2-4 нед после прекращения терапии (при микозах), через 6-9 мес — при онихомикозах (по мере смены ногтей).

## Фармакокинетика
Всасывается из желудочно-кишечного тракта достаточно полно. Приём итраконазола в капсулах сразу после еды увеличивает биодоступность. Приём его в виде раствора натощак приводит к более высокой скорости достижения Cmax и большей величине Css по сравнению с приёмом после еды (на 25 %). TCmax при приёме капсул — около 3-4 ч. Css при приёме 100 мг препарата 1 раз в сутки — 0.4 мкг/мл; при приёме 200 мг 1 раз в сутки — 1.1 мкг/мл, 200 мг 2 раза в сутки — 2 мкг/мл. TCmax при приёме раствора — около 2 ч при приёме натощак и 5 ч — после еды. Время наступления Css в плазме при длительном применении — 1-2 нед. Связь с белками плазмы — 99,8 %. Хорошо проникает в ткани и органы (в том числе в слизистую оболочку влагалища), содержится в секрете сальных и потовых желез. Концентрация итраконазола в легких, почках, печени, костях, желудке, селезёнке, скелетных мышцах в 2-3 раза превышает его концентрацию в плазме; в тканях, содержащих кератин, — в 4 раза. Терапевтическая концентрация итраконазола в коже сохраняется в течение 2-4 нед после прекращения 4 нед курса лечения. Терапевтическая концентрация в кератине ногтей достигается через 1 нед после начала лечения и сохраняется в течение 6 мес после завершения 3 мес курса лечения. Низкие концентрации определяются в сальных и потовых железах кожи. Метаболизируется в печени с образованием активных метаболитов, в том числе гидроксиитраконазола. Является ингибитором изоферментов CYP3A4, CYP3A5 и CYP3A7. Выведение из плазмы — двухфазное: почками в течение 1 нед (35 % в виде метаболитов, 0,03 % — в неизменённом виде) и через кишечник (3-18 % в неизменённом виде). T½ — 1-1.5 дня. Не удаляется при проведении диализа. При интравагинальном введении создается эффективная местная концентрация итраконазола. Системная абсорбция минимальная.

## Показания
Микозы кожи, слизистой оболочки полости рта и глаз, тропический микоз; вульвовагинальный кандидоз; онихомикоз, вызванный дерматофитами и/или дрожжами; системный аспергиллез, кандидоз, криптококкоз (в том числе криптококковый менингит), гистоплазмоз, споротрихоз, паракокцидиоидоз, бластомикоз, отрубевидный (разноцветный) лишай.

## Противопоказания
Гиперчувствительность, беременность, период лактации.
C осторожностью
Цирроз печени, хроническая почечная недостаточность, хроническая сердечная недостаточность, детский и пожилой возраст.

## Режим дозирования
Капсулы, раствор
Внутрь, сразу после приёма пищи, капсулы проглатывают целиком. При вульвовагинальном кандидозе — 200 мг 2 раза в сутки в течение 1 дня или 200 мг 1 раз в сутки в течение 3 дней; при отрубевидном лишае — 200 мг/сут в течение 7 дней; при дерматомикозах — 100 мг 1 раз в сутки в течение 15 дней. При поражении кожи кистей, стоп проводят дополнительное лечение в той же дозе в течение 15 дней; при кандидозе слизистой оболочки полости рта — 100 мг 1 раз в сутки в течение 15 дней; при грибковом кератите — 200 мг 1 раз в сутки в течение 21 дня; при онихомикозе — 200 мг/сут в течение 3 мес или повторные курсы по 200 мг 2 раза в сутки в течение 1 нед, с последующими перерывами. При поражении ногтей на ногах (независимо от наличия поражения ногтей на руках) проводят 3 курса лечения по 1 нед, с интервалом 3 нед. При поражении ногтей только на руках проводят 2 курса лечения по 1 нед, с интервалом 3 нед. При системном аспергиллезе — 200 мг/сут в течение 2-5 мес; при необходимости дозу увеличивают до 200 мг 2 раза в сутки. При системном кандидозе — 100—200 мг 1 раз в сутки в течение 3 нед — 7 мес; при необходимости дозу увеличивают до 200 мг 2 раза в сутки. При системном криптококкозе без признаков менингита — 200 мг 1 раз в сутки, поддерживающая терапия — 200 мг 1 раз в сутки в течение от 2 до 12 мес. При криптококковом менингите — 200 мг 2 раза в сутки. Лечение гистоплазмоза начинают с 200 мг 1 раз в сутки с увеличением кратности приёма до 2 раз в сутки в течение 8 мес. При споротрихозе — 100 мг 1 раз в сутки в течение 3 мес. При паракокцидиоидозе — 100 мг 1 раз в сутки в течение 6 мес; при хромомикозе — 100—200 мг 1 раз в сутки в течение 6 мес. При бластомикозе — от 100 мг 1 раз в сутки до 200 мг 2 раза в сутки в течение 6 мес.
Интравагинально
Вагинальные таблетки вводят однократно вечером перед сном во влагалище, в положении лежа на спине при слегка согнутых ногах. Курс лечения — 7-14 дней.

## Особые указания
Для предотвращения реинфекции необходимо одновременное лечение половых партнёров и соблюдение личной гигиены. В период лечения рекомендуется воздерживаться от половых контактов. При сохранении признаков инфекции после завершения лечения, следует провести повторное микробиологическое исследование с целью подтверждения диагноза.

## Применение при беременности и кормлении грудью
Беременность. Препарат не должен применяться при беременности за исключением случаев, угрожающих жизни и если ожидаемый положительный эффект превосходит возможный вред для плода.
Данных об использовании раствора Орунгал® в период беременности недостаточно. В ходе клинического применения препарата после регистрации были отмечены случаи врождённых аномалий. Такие случаи включали нарушения развития зрения, скелета, мочеполовой и сердечно-сосудистой систем, а также хромосомные нарушения и множественные пороки развития. Однако является ли применение раствора Орунгал® причиной возникновения данных нарушений достоверно не установлено.
Эпидемиологические данные в отношении воздействия Орунгала® в I триместре беременности, в основном у пациенток, получавших краткосрочную терапию по поводу вульвовагинальных кандидозов, не выявили повышенного риска развития врождённых аномалий по сравнению с контрольной группой, не подвергавшейся воздействию ни одного из известных тератогенных факторов.
Женщинам детородного возраста, принимающим раствор Орунгал®, необходимо использовать адекватные методы контрацепции на протяжении всего курса лечения, вплоть до наступления первой менструации после его завершения.
Лактация. Поскольку итраконазол может проникать в грудное молоко, при необходимости применения в период лактации, женщинам, применяющим Орунгал®, следует прекратить грудное вскармливание.

## Взаимодействие
Капсулы
Лекарственные средства (ЛС), оказывающие влияние на абсорбцию итраконазола. 

ЛС, уменьшающие кислотность желудка, снижают абсорбцию итраконазола, что связано с растворимостью оболочек капсул.
Общее для обеих лекарственных форм
ЛС, оказывающие влияние на метаболизм итраконазола. 

Итраконазол в основном расщепляется ферментом CYP3A4. Было изучено взаимодействие итраконазола с рифампицином, рифабутином и фенитоином, являющимися мощными индукторами фермента CYP3A4. Исследованием было установлено, что в этих случаях биодоступность итраконазола и гидроксиитраконазола значительно снижается, что приводит к существенному уменьшению эффективности препарата. Одновременное применение итраконазола с данными препаратами, являющимися потенциальными индукторами печеночных ферментов, не рекомендуется. Исследования взаимодействия с другими индукторами печеночных ферментов (такими как карбамазепин, фенобарбитал и изониазид), не проводились, однако аналогичные результаты можно предположить.
Такие сильные ингибиторы фермента CYP3A4, как ритонавир, индинавир, кларитромицин и эритромицин, могут увеличивать биодоступность итраконазола.
Влияние итраконазола на метаболизм других ЛС
Итраконазол может ингибировать метаболизм препаратов, расщепляемых ферментом CYP3A4. Результатом этого может быть усиление или пролонгирование их действия, в том числе и побочных эффектов. Перед началом приёма сопутствующих лекарственных препаратов необходимо проконсультироваться с лечащим врачом по поводу путей метаболизма данного препарата, указанных в инструкции по медицинскому применению.
После прекращения лечения концентрации итраконазола в плазме снижаются постепенно в зависимости от дозы и длительности лечения (см. раздел «Фармакокинетика»). Это необходимо принимать во внимание при обсуждении эффекта итраконазола на сопутствующие лекарственные ЛС.
Примерами таких лекарств являются:
Препараты, которые нельзя назначать одновременно с итраконазолом:
- терфенадин, астемизол, мизоластин, цизаприд, дофетилид, хинидин, пимозид, левометадон, сертиндол — совместное применение данных ЛС с итраконазолом может вызывать повышение уровня этих веществ в плазме и увеличивать риск удлинения интервала QT и в редких случаях — возникновение мерцательной аритмии желудочков (torsade de pointes);
- такие ингибиторы редуктазы ГМГ—КоА, расщепляемые ферментом CYP3A4, как симвастатин и ловастатин;
- мидазолам для приёма внутрь и триазолам;
- такие алкалоиды спорыньи, как дигидроэрготамин, эргометрин, эрготамин и метилэргометрин;
- БКК — в дополнение к возможному фармакокинетическому взаимодействию, связанному с общим путём метаболизма с участием фермента CYP3A4, БКК могут оказывать отрицательный инотропный эффект, который усиливается при одновременном приёме с итраконазолом.

Препараты, при назначении которых необходимо следить за их концентрациями в плазме, действием, побочными эффектами (в случае одновременного назначения с итраконазолом дозу этих препаратов, если необходимо, следует уменьшать):
- пероральные антикоагулянты;
- такие ингибиторы ВИЧ-протеазы, как ритонавир, индинавир, саквинавир;
- некоторые противоопухолевые препараты, такие как алкалоиды барвинка розового, бусульфан, доцетаксел, триметрексат;
- расщепляемые ферментом CYP3A4 БКК (верапамил и производные дигидропиридина);
- некоторые иммуносупрессивные средства: циклоспорин, такролимус, сиролимус (также известный как рапамицин);
- некоторые ГКС (будесонид, дексаметазон и метилпреднизолон);
- такие ингибиторы редуктазы ГМГ- КоА, расщепляемые ферментом CYP3A4, как аторвастатин;
- другие препараты: дигоксин, карбамазепин, буспирон, алфентанил, алпразолам, бротизолам, мидазолам для в/в введения, рифабутин, эбастин, ребоксетин, цилостазол, дизопирамид, элетриптан, галофантрин, репаглинид.

Взаимодействия между итраконазолом и зидовудином и флувастатином не обнаружено.
Не отмечалось влияния итраконазола на метаболизм этинилэстрадиола и норэтистерона.
Влияние на связывание белков
Исследования in vitro продемонстрировали отсутствие взаимодействия между итраконазолом и такими препаратами, как имипрамин, пропранолол, диазепам, циметидин, индометацин, толбутамид и сульфаметазин при связывании с белками плазмы.